# جنگل بامبو (کیوتو، ژاپن)

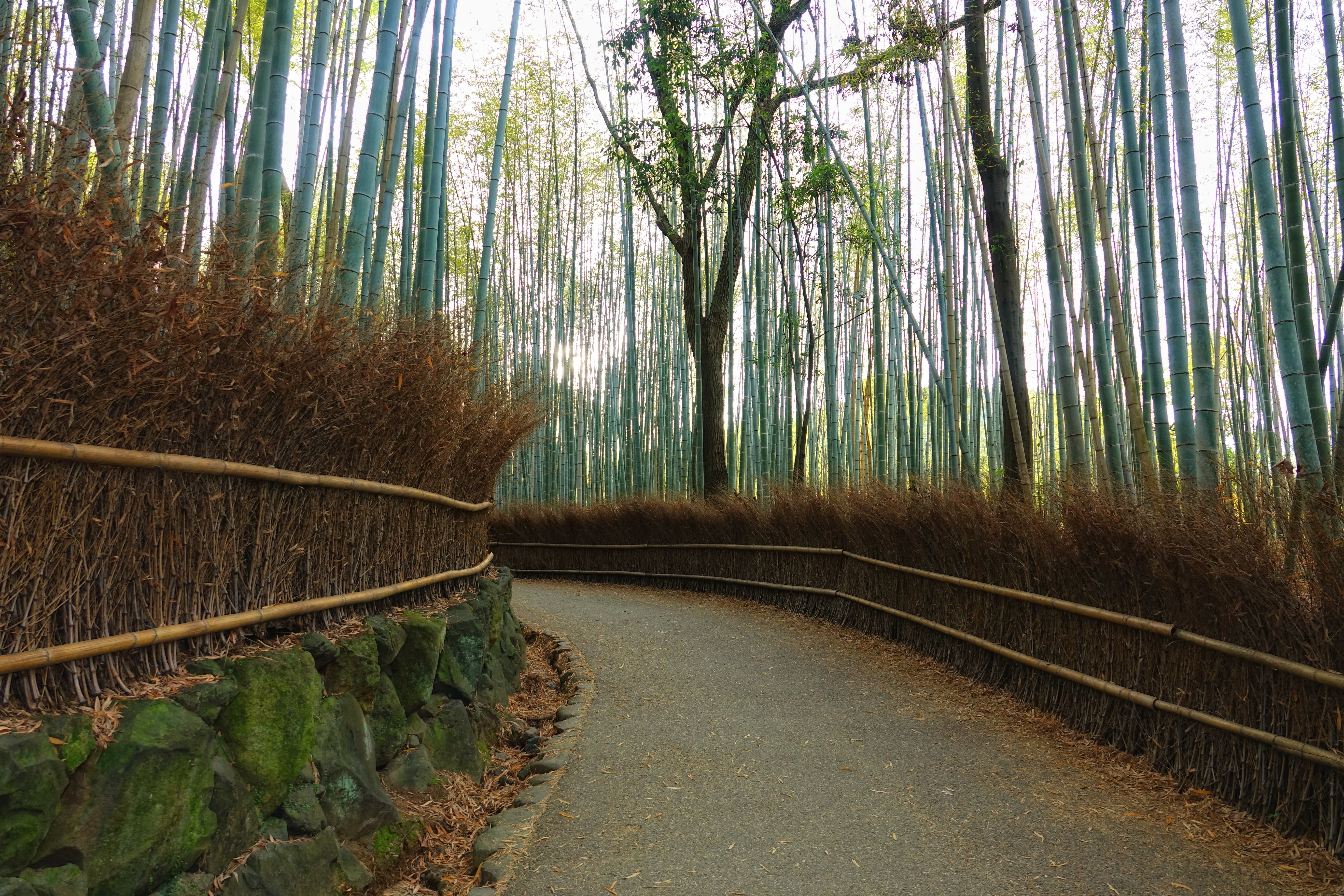
جنگل بامبو

جنگل بامبو یک جنگل طبیعی از بامبو (گیاه) در آراشی‌یاما (کیوتو) در ژاپن است. این جنگل شامل مسیرهای متعددی برای گردشگران و بازدیدکنندگان است. این جنگل چندان با معبد تنریو-جی، که متعلق به فرقه رینزای فاصله ندارد..